# Achenseehof
Achenseehof ist ein Ortsteil von Achenkirch am Ostufer des Achensees in Tirol. Neben Scholastika ist es der einzige Ortsteil der Gemeinde, der unmittelbar am See liegt.
Der Ursprung der Siedlung ist der heute nicht mehr existierende Alterssitz für den Sänger Ludwig Rainer (1821–1893). Heute befindet sich dort das Strandbad von Achenkirch mit einer Kapelle und einer eigenen Schiffsanlegestelle.
Postalisch war Achenseehof früher über Jenbach zu erreichen.

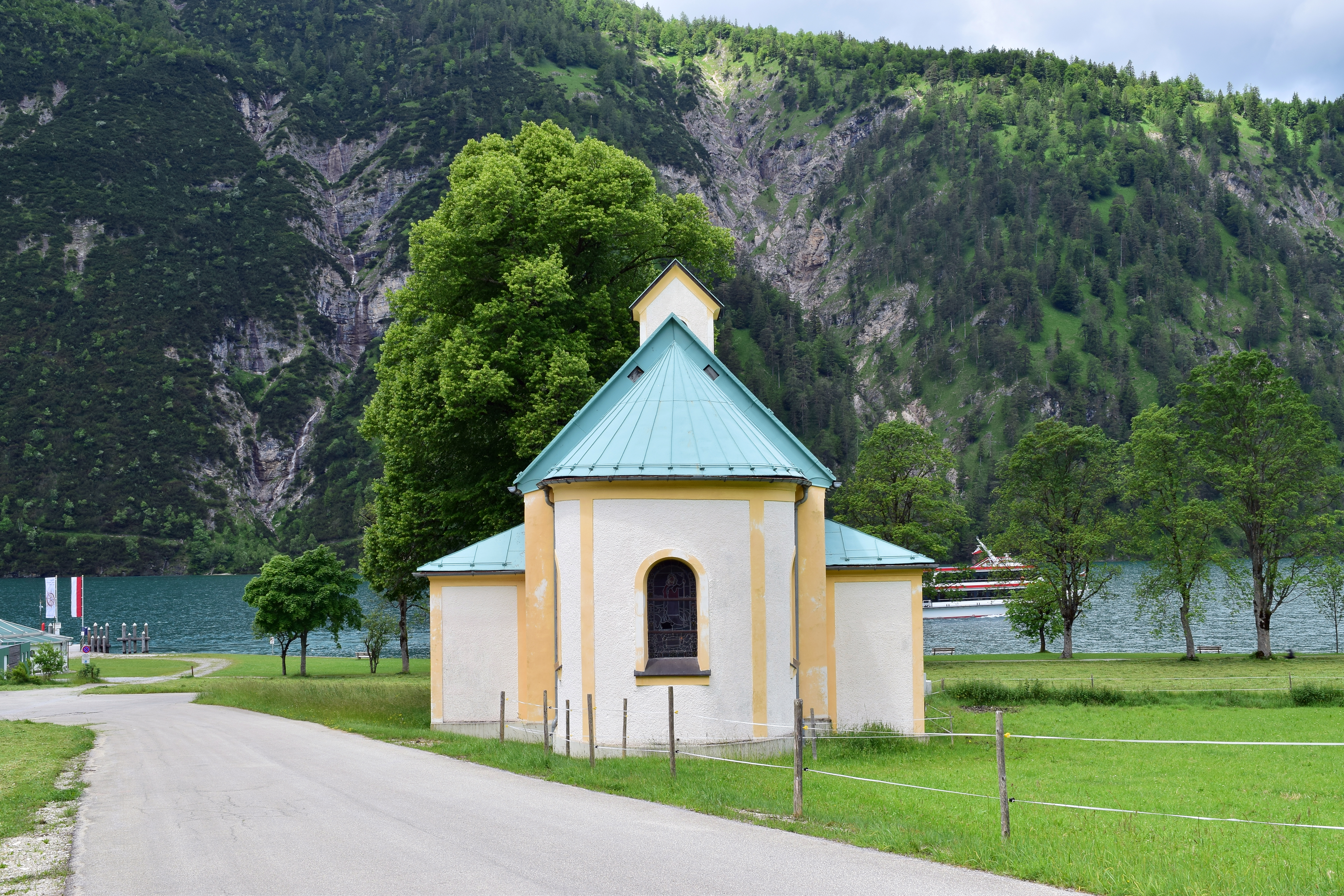
Seehofkapelle